# Prey (jeu vidéo, 2006)
Pour les articles homonymes, voir Prey.
Ne doit pas être confondu avec Prey (jeu vidéo, 2017).
Prey est un jeu de tir à la première personne développé par Human Head Studios sous contrat avec 3D Realms, et distribué par 2K Games. Il utilise une version modifiée du moteur de Doom 3, le id Tech 4. Ryan C. Gordon (en) (Icculus) a porté le jeu sous Linux, Venom Games a réalisé le portage du jeu vers la Xbox 360 et Aspyr vers Mac OS X. La version PC est distribuée en boîte ainsi que sur Steam, la plate-forme de téléchargement de Valve depuis le 30 novembre 2006.

## Synopsis
Tommy est un mécanicien cherokee coincé dans une réserve indienne avec sa petite amie Jen, sans aucun avenir. Sa vie est totalement bouleversée le jour où un gigantesque vaisseau spatial vient emporter le toit du bar de la réserve et le capturer, lui, Jen et son grand-père Enisi. Plongé dans un univers inconnu à l'ambiance glauque (murs organiques, décor sanguin, etc.), il tentera alors de retrouver ceux qui lui sont chers et de quitter cet enfer extra-terrestre à l'aide de ses pouvoirs spirituels.

## Système de jeu
Prey intègre de nouveaux concepts très originaux pour un FPS. Il est par exemple possible d'inverser la gravité dans une salle afin de pouvoir marcher au plafond ou sur les murs. Ainsi, il n'est pas rare d'être confronté à un ennemi qui ne se trouve pas sur le sol, mais plutôt au plafond ou sur les murs. Les différentes zones d'une même carte pouvant avoir des sens de gravité différents, il est donc difficile de se faire une représentation spatiale du niveau. Des portails qui ont le rôle de porte permettent de se téléporter en ayant une vision du lieu d'arrivée, mais permettent également aux ennemis d'apparaître brusquement devant le joueur à la suite de l'ouverture d'un portail temporaire. Le joueur peut aussi se déplacer par l'esprit. Ce corps astral peut se déplacer là où le corps physique ne peut pas aller afin de ramasser une arme ou d'activer un interrupteur par exemple.

## Développement
Le projet a été lancé chez 3D Realms au milieu des années 1990 qui confia le développement à Human Head Studios en 2001,.

## Suite
Une suite avait été annoncée par Bethesda mais sera finalement annulée le 30 octobre 2014.
À l'E3 2016, un reboot du titre nommé simplement Prey, réalisé par Arkane Studios voit le jour. Disponible depuis le 5 mai 2017, il n'a cependant plus rien à voir avec le jeu d'origine.